# Bandera de las Vegas
La bandera de las Vegas, consisteix en un camp blau travessat en diagonal per una franja grisa que va des del quarter superior esquerra, al costat del pal, fins al quarter inferior del vol. El segell de la ciutat de las Vegas, adoptat el 1966, s'afegeix al quarter superior trencant la franja. La bandera no s'adoptà fins al 1968.

## Disseny i simbolisme
El color dominant de la bandera és l'anomenat blau reial, que simbolitza el cel blau de l'estat de Nevada. La franja grisa al·ludeix al sobrenom de Nevada com "L'estat d'argent". El mateix dia de l'adopció de la bandera, aquests dos colors es van adoptar com a colors oficials de la ciutat.
El segell mostra tres edificis alts, cadascun amb marquesines grogues que simbolitzen el turisme, una indústria important per a la ciutat. A l'esquerra dels edificis hi ha la presa Hoover, també de color blanc. La presa és una fita important a la zona del comtat de Clark. A la base de la presa s'hi veu el riu Colorado. A l'esquerra hi ha una petita part d'un penya-segat marró, que simbolitza el terreny muntanyós. A la dreta dels tres edificis hi ha una silueta negre en representació de Sunrise Mountain. Davant de la muntanya hi ha un arbre de Josué verd de quatre branques, una referència al paisatge desèrtic de la zona. El sol, de color groc amb raigs ataronjats, surt de darrere de les muntanyes. El cel és travessat per un avió i una estela negra que al·ludeix a la importància del trànsit aeri, tant civil com militar de la regió. L'anell exterior del segell conté les paraules "CITY OF LAS VEGAS" a la part superior i "NEVADA" a la part inferior, ambdues en color gris.

## Història
L'Ajuntament de Las Vegas va autoritzar un concurs per a una bandera municipal el 7 d'abril de 1965. El disseny guanyador fou creat per Kenneth A. Bouton, assistent de l'administrador de la ciutat. Aquesta bandera no va ser adoptada oficialment fins al cap de tres anys, el 2 d'octubre de 1968.

## Banderes històriques

Bandera de 1968